# Пригорки (Тверская область)
Пригорки — деревня в Сонковском районе Тверской области России. Входит в состав Беляницкого сельского поселения.

## История
В 1967 г. указом президиума ВС РСФСР деревня Безумово переименован в Пригорки.

## Население
| 2010 |
| ---- |
| 100  |